# پیچ شمیران
۳۵°۴۲′۶٫۶۲″ شمالی ۵۱°۲۵′۴۸٫۸۶″ شرقی / ۳۵٫۷۰۱۸۳۸۹°شمالی ۵۱٫۴۳۰۲۳۸۹°شرقی
پیچ شمیران (که در اصطلاح عامیانه پیچ شمرون خوانده می‌شود) به تقاطع خیابان انقلاب اسلامی (شاهرضا) و خیابان شریعتی (جاده قدیم شمیران) گفته می‌شود. پیچ شمیران نقطه‌ی شروع جاده قدیم شمیران است. خیابان شریعتی در جنوب از پیچ شمیران شروع و در شمال به میدان قدس در شمیران ختم می‌شود. این تقاطع یکی از مهم‌ترین و پرترددترین نقاط کلانشهر تهران است.
روزگاری پیچ شمیران، شمالی‌ترین نقطه پایتخت بود که از طریق جاده قدیم شمیران، تهران را به شميران وصل می‌کرد. با گسترش تهران، پیچ شمیران اکنون در مرکز شهر واقع شده است.
این تقاطع در مرز منطقه ۷ و ۱۲ شهرداری تهران واقع است.
دروازه شمیران از دروازه‌های شمالی تهران قدیم، در نزدیکی پیچ شمیران واقع شده بود.